# Василевка (Березанский район)
Василевка (укр. Василівка) — село в Березанском районе Николаевской области Украины.
Основано в 1870 году. Население по переписи 2001 года составляло 714 человек. Почтовый индекс — 57412. Телефонный код — 5153. Занимает площадь 0,668 км².

## Местный совет
57412, Николаевская обл., Березанский р-н, с. Василевка, ул. Ленина, 54а